# Jolene Jacobs
Jolene Jacobs (* 24. März 1992) ist eine namibische Sprinterin.

## Sportliche Laufbahn
Erste Erfahrungen bei internationalen Meisterschaften sammelte Jolene Jacobs 2016 bei den Afrikameisterschaften in Durban, bei denen sie im 100-Meter-Lauf mit 12,52 s in der ersten Runde ausschied. 2018 nahm sie im 60-Meter-Lauf an den Hallenweltmeisterschaften in Birmingham teil und schied dort mit 7,67 s im Vorlauf aus. Auch bei den Afrikameisterschaften im August in Asaba schied sie mit 12,04 s in der Vorrunde über 100 Meter aus, während sie im 200-Meter-Lauf bis in das Halbfinale gelangte, in dem sie aber nicht mehr an den Start ging. 2019 nahm sie erstmals an den Afrikaspielen in Rabat teil, bei denen sie über 100 Meter mit 12,02 s im Halbfinale ausschied und mit der namibischen 4-mal-100-Meter-Staffel in 45,55 s den vierten Platz belegte.
Von 2017 bis 2019 wurde Jacobs namibische Meisterin im 100-Meter-Lauf.

## Persönliche Bestzeiten
- 100 Meter: 11,50 s (+1,0 m/s), 23. Juni 2018 in Nivelles
  - 60 Meter (Halle): 7,46 s, 9. Februar 2020 in Birmingham (namibischer Rekord)
- 200 Meter: 23,85 s, 21. April 2018 in Windhoek